# George Burley
George Elder Burley (* 3. Juni 1956 in Cumnock) ist ein ehemaliger schottischer Fußballspieler. Er war von Januar 2008 bis November 2009 Trainer der schottischen Nationalmannschaft. Zuletzt war er Trainer des englischen Zweitligisten Crystal Palace. 1982 nahm er als Mitglied der schottischen Fußballnationalmannschaft an der Fußballweltmeisterschaft teil.
Nach der verpassten Qualifikation zur Fußball-Weltmeisterschaft 2010 und einer 0:3-Niederlage in Wales wurde Burley am 16. November 2009 entlassen. Zu Beginn der Football League Championship 2010/11 übernahm er den Trainerposten beim englischen Zweitligisten Crystal Palace. Nach einem wenig erfolgreichen Saisonverlauf und einer 0:3-Niederlage gegen den FC Millwall wurde George Burley am 1. Januar 2011 bei Crystal Palace entlassen.

## Spielerkarriere
Burley begann seine Karriere bei Ipswich Town. Nach 13 Jahren und genau 500 Pflichtspieleinsätzen wechselte er zu Sunderland. Anschließend ging er zu Gillingham und Motherwell. Bei Ayr United wurde er als Spielertrainer verpflichtet, fungierte 1993 dann aber als Spieler bei Falkirk und erneut bei Motherwell.
Den FA Cup konnte Burley 1978 mit Ipswich gewinnen und wurde in der Folge auch schottischer Nationalspieler. Für die Bravehearts lief er insgesamt elfmal auf.
1972 ging er zu Ipswich und gab 1973 gegen Manchester United im Old Trafford sein Profidebüt. 1978 gewannen die Tractor Boys gegen den Favoriten Arsenal 1:0 im Finale um den FA Cup. 1981, beim UEFA-Pokal-Erfolg von Ipswich Town gegen AZ Alkmaar musste er jedoch verletzt passen. In der Liga wurde Town im Schlussspurt nur Zweiter, während Aston Villa englischer Meister wurde.
1985 wechselte Burley zu Sunderland, ein Jahr später in seine schottische Heimat. Seine letzte Station war in Colchester, wo er Spielertrainer war.